# Rhachidorus semoni
Rhachidorus semoni är en insektsart som beskrevs av Krauss 1903. Rhachidorus semoni ingår i släktet Rhachidorus och familjen vårtbitare. Inga underarter finns listade i Catalogue of Life.